# Irek Zinnurov
Irek Chajdarovič Zinnurov (in russo Ирек Хайдарович Зиннуров?; Jakutsk, 11 gennaio 1969) è un ex pallanuotista russo, vincitore di una medaglia d'argento alle olimpiadi di Sydney 2000 e di una medaglia di bronzo ad Atene 2004.